# GRB 190114C
GRB 190114C — потужний гамма-спалах, виявлений у січні 2019 року. Яскравість сплеску в гамма-діапазоні в 100 млрд разів більше яскравості видимого світла. Енергія фотонів GRB 190114C показала результат від 0,2 до 1 тераелектронвольт.
Як повідомляється на сайті телескопа Hubble, енергія гамма-сплеску в 1 трлн разів перевищила енергію видимого світла. Підраховано навіть, що всього за кілька секунд було випромінено більше енергії, ніж Сонце здатне виробити за 10 млрд років.